# Nicolas Albiero
Nicolas Albiero (Louisville, 8 de junio de 1999) es un deportista brasileño que compite en natación. Hasta 2023 competía bajo la bandera de Estados Unidos. Es hermano de la nadadora estadounidense Gabi Albiero.
Ganó una medalla de plata en el Campeonato Mundial Junior de Natación de 2017, en la prueba de 4 × 100 m estilos mixto.
Estudió Administración de empresas en la Universidad de Louisville.